# راجه

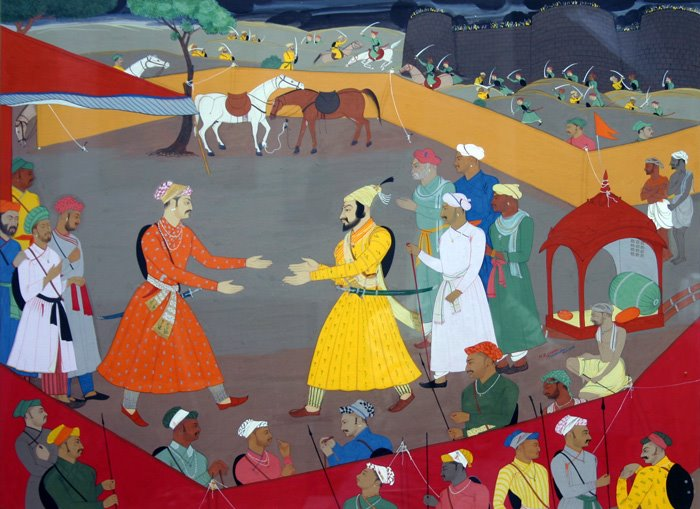
نقاشی از چند راجه

راجه (از سانسکریت: राजन् راجَن-) در زبان هندی لقبی  برای شاه یا شاهزادهٔ طبقه اجتماعی جنگاوران و سلاطین (وَرنَهٔ کشاتریا) است.
مؤنث این واژه رانی است که می‌توان آن را به معنای ملکه گرفت.